# Temognatha rectipennis
Temognatha rectipennis es una especie de escarabajo del género Temognatha, familia Buprestidae. Fue descrita científicamente por Blackburn en 1891.